# 第168回国会
第168回国会（だい168かいこっかい）は、2007年（平成19年）9月10日に召集された臨時国会である。会期は、2008年（平成20年）1月15日までの128日間であった（当初は11月10日までの予定で、その後12月15日まで延長され、最終的に1月15日まで再延長された）。

## 概要
第168回国会では、参議院で与党が過半数割れしたことに伴い、民主党が反対姿勢を示しているテロ特措法の延長問題が最大の焦点となった。なお、国会召集当初に内閣総理大臣（首相）であった安倍晋三は、9月11日に所信表明を行った翌12日に病気を理由に辞意を表明。自民党総裁選を経て、9月26日に安倍に代わって、福田康夫が首相に就任した。
本国会は、14年ぶりの越年国会となった。主なトピックは以下の項目となる。
- 参議院で56年ぶりに国会同意人事が否決
- 15年ぶりに野党発議の年金保険料流用禁止法案が参議院で可決
- 薬害C型肝炎患者の一律救済法が議員立法により成立
- 補給支援特措法が57年ぶりに衆議院の再議決により成立。
- 元防衛事務次官であった守屋武昌らへの証人喚問。
- 自由民主・民主両党による大連立構想

## 各党・会派の議席数
2008年1月11日時点。
| - 自由民主党 - 305 - 民主党・無所属クラブ - 113 - 公明党 - 31 - 日本共産党 - 9 - 社会民主党・市民連合 - 7 - 国民新党・そうぞう・無所属の会 - 6 - 無所属 - 9 | - 民主党・新緑風会・日本 - 120 - 自由民主党・無所属の会 - 84 - 公明党 - 21 - 日本共産党 - 7 - 社会民主党・護憲連合 - 5 - 各派に属しない議員 - 5 |

## 今国会で成立した主要法案

### 議員提出
- 身体障害者補助犬法の一部を改正する法律（委員長提出）
- 中国残留邦人等の円滑な帰国の促進及び永住帰国後の自立の支援に関する法律の一部を改正する法律（委員長提出）
- 厚生年金保険の保険給付及び保険料の納付の特例等に関する法律
- 国会議員の秘書の給与等に関する法律の一部を改正する法律（委員長提出）
- 犯罪利用預金口座等に係る資金による被害回復分配金の支払等に関する法律（委員長提出）
- 老人福祉法の一部を改正する法律（委員長提出）
- 借地借家法の一部を改正する法律（委員長提出）
- 鳥獣による農林水産業等に係る被害の防止のための特別措置に関する法律（委員長提出）
- 政治資金規正法の一部を改正する法律（委員長提出）
- 行政書士法の一部を改正する法律（委員長提出）
- 特定フィブリノゲン製剤及び特定血液凝固第IX因子製剤によるC型肝炎感染被害者を救済するための給付金の支給に関する特別措置法（委員長提出）
- 被災者生活再建支援法の一部を改正する法律（委員長提出）

### 内閣提出
新規立法
- 労働契約法
- テロ対策海上阻止活動に対する補給支援活動の実施に関する特別措置法

一部改正
- 最低賃金法の一部を改正する法律
- 放送法等の一部を改正する法律

## 内閣提出で継続審議となった法案
- 犯罪の国際化及び組織化並びに情報処理の高度化に対処するための刑法等の一部を改正する法律案
- 労働基準法の一部を改正する法律案
- 被用者年金制度の一元化等を図るための厚生年金保険法等の一部を改正する法律案
- 地方公務員法及び地方独立行政法人法の一部を改正する法律案

## 内閣提出で廃案となった法案
- 安全保障会議設置法等の一部を改正する法律案

## 参議院を通過し衆議院で廃案となった法案
- イラクにおける自衛隊の部隊等による対応措置を直ちに終了させるためのイラクにおける人道復興支援活動及び安全確保支援活動の実施に関する特別措置法を廃止する法律案
- アフガニスタン復興支援特別措置法案（継続審議となり、第170回国会で否決され廃案）

## 今国会の動き

### 2007年

#### 9月

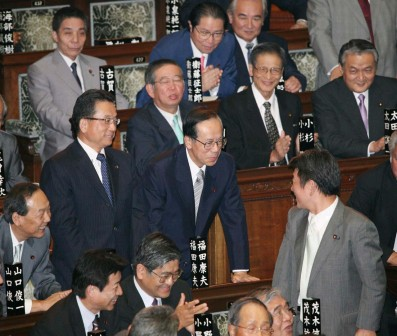
衆議院より内閣総理大臣に指名された福田康夫（中央）（2007年9月25日、衆議院本会議場にて）

- 10日 - 召集日。衆議院・参議院の常任委員長が辞任、直ちに新しい常任委員長が選出された。同日、内閣総理大臣安倍晋三が所信表明演説を行う。
- 12日 - 安倍が内閣総理大臣の辞意を表明。衆議院において午後1時から予定されていた民主党政策調査会長代理長妻昭、民主党幹事長鳩山由紀夫の代表質問（国務大臣の演説に対する質疑）は議院運営委員会での協議の結果「会議を開くに至らない」事態に。安倍は自由民主党総裁も辞任し、国会は9月25日に首班指名が行われるまで事実上機能を停止した。
- 14日 - 民主党が「国民年金事業等の運営の改善のための国民年金法等の一部を改正する法律の一部を改正する法律案（年金保険料流用禁止法案）」を参議院に提出。
- 23日 - 自民党総裁選投票日。第22代自由民主党総裁に福田康夫が就任。
- 25日 - 第1次安倍改造内閣総辞職。内閣総理大臣指名選挙が行われ、衆議院では自由民主党総裁となった福田が、参議院では1回目の投票では投票の過半数を得る国会議員がないため、参議院規則20条3項の規定により、再多数を得た者2人である民主党代表小沢一郎、福田による決選投票で、小沢が指名。国会法86条2項の規定に基づく参議院の請求により、両院協議会が開かれたが成案を得られず、憲法67条2項の規定に基づき衆議院の議決が国会の議決とされ、最終的に国会として福田を内閣総理大臣に指名した。
- 26日 - 福田康夫内閣が正式に発足。

#### 10月
- 1日 - 衆参両院本会議で、福田による所信表明演説。3週間弱ぶりに国会審議が再開。
- 3日 - 衆議院本会議で、鳩山由紀夫、自由民主党幹事長伊吹文明、長妻昭が代表質問。
- 4日
  - 午前に行われた参議院本会議で民主党参院会長輿石東、自民党参院幹事長山崎正昭、午後から衆議院で公明党代表太田昭宏、日本共産党委員長志位和夫、社会民主党副党首照屋寛徳、そうぞう代表下地幹郎が代表質問。
  - 午後、民主党最高顧問渡部恒三が、事務所問題に関する責任を取って党の最高顧問と常任幹事の役職を辞任。
- 5日
  - 参議院本会議で代表質問が行われ、白浜一良（公明）、大石正光（民主）、椎名一保（自民）、相原久美子（民主）、市田忠義（共産）、福島瑞穂（社民）、自見庄三郎（国民新）が質問。
- 9日～11日 - 衆議院予算委員会で福田出席のもと、基本的質疑。
- 12日 - 衆議院決算行政監視委員会で福田出席のもと、総括質疑。
- 15日～17日 - 参議院予算委員会で福田出席の基本的質疑（17日は総理出席の一般質疑）
  - 16日 - 参議院予算委員会で民主党参議院議員石井一が、公明党と創価学会の結びつき(政教一致)などについて質問。
  - 17日 - 政府は、衆議院にテロ対策特別措置法の後継であるテロ対策海上阻止活動に対する補給支援活動の実施に関する特別措置法（新テロ特措法案）を提出。
- 18日 - 参議院へイラク復興支援特別措置法廃止法案が提出される。
- 23日
  - 衆議院本会議で新テロ特措法案の政府趣旨説明と各党の質疑を行う。
  - 参院で国民新党が民主党と統一会派を組み、119人となり、参院で過半数をとるまで残り3人となる。
- 26日 - 衆院テロ防止特別委員会で、新テロ特措法案について福田出席のもと、与党による質疑がおこなわれる。
- 29日 - 衆院テロ防止特別委員会で前防衛事務次官守屋武昌に対する証人喚問。
- 30日 - 自由民主・福田と民主・小沢による初の党首会談。
- 同日-衆院テロ防止特別委員会で、新テロ特措法案について福田出席のもと、野党による質疑がおこなわれる。

#### 11月
- 1日
  - テロ対策特別措置法の期限切れ。これに伴いインド洋で海上給油作業を行っている海上自衛隊は撤退。
  - 民主党提出の年金保険料流用禁止法案が参議院厚生労働委員会で可決。
- 2日
  - 福田と小沢が今国会2回目の党首会談。福田が小沢に対して連立政権を組むことを提案し、小沢は会談の場で即答は避け、会談後の民主党役員会において拒否の方針を決定した後、福田に拒否の方針を伝えた。
  - 参院本会議で民主党提出の年金保険料流用禁止法案が野党が賛成、自民・公明の与党が反対し、賛成多数で可決され、衆院に送付される。野党提出の法案が参院で可決されたのは旧社会党が提出した1993年3月の議院証言法改正法案以来。
  - 参院外交防衛委員会で与党欠席の中、野党単独で8日に衆議院に続き、参議院で守屋への証人喚問を行うことを決定。
- 4日 - 小沢が、2日の党役員会で大連立を反対されたことを理由として民主党代表職の辞意を表明。
- 5日 - 民主党役員会は小沢を慰留する方針を決定。
- 7日
  - 小沢が民主党代表職の辞意撤回を党両院議員懇談会で表明。
  - 衆院テロ対策特別委員会が開かれ、給油量取り違えに関し元海上幕僚監部防衛課長に対し秘密会で参考人として質疑を実施したのち、総理出席のもとで防衛省問題に関し集中審議。
  - 参院外交防衛委員会での守屋の証人喚問を15日に延期、合わせて参考人招致を拒否した山田洋行元専務宮崎元伸を証人喚問に切り替えることで自民・民主両党国対委員長が合意。
- 9日 - 衆議院本会議で会期を12月15日まで35日間延長することを議決。被災者生活再建支援法一部改正法が成立。農業者戸別所得補償法案が民主・共産・社民の賛成多数で参議院を通過。
- 12日 - 衆院テロ対策特別委員会で、新テロ特措法案について、福田出席のもと締め括り総括質疑が行われた後、野党が採決に対し抗議する中、自民・公明の賛成多数で可決。
- 13日 - 衆院本会議が開かれ、新テロ対策特措法案が賛成327反対128（賛成-自民・公明など、反対-民主・共産・社民など、退席-国民新）の賛成多数で可決し、参院に送付された。また、この本会議には、安倍晋三が9月25日の首班指名選挙以来初めて国会に登院。
- 14日 - 参院本会議で、労働保険審査会委員に平野由美子、運輸審議会委員に長尾正和、公害健康被害補償不服審査会委員に田中義枝を再任することに対し、自民、公明、共産は賛成したが、民主、社民、国民新が「天下り」であるなどとして反対して、反対多数となり、不同意となった。国会同意人事案件で不同意となったのは、1951年の電波監理委員会委員（当時）に対するもの以来56年ぶりとなる。
- 15日 - 参院外交防衛委員会で、午前に山田洋行社長米津佳彦の参考人招致、午後に守屋の証人喚問が行われた。
- 26日 - 参院本会議で、平成18年度（2006年度）決算について、福田出席のもと、趣旨説明及び質疑が行われる。
- 27日
  - 参院財政金融委員会は、防衛省問題に関し、12月3日に財務大臣額賀福志郎と守屋の証人喚問を行うことを野党が賛成多数で議決する。
  - 社会民主党の党首選は、福島瑞穂以外に立候補の届出がなく福島の無投票当選が決まる。
- 28日 - 参院本会議で、新テロ対策特措法案について総理出席のもと趣旨説明及び質疑が行われる。
- 30日 - 12月3日に参院財政金融委員会で予定されていた額賀への証人喚問が、与党の抗議や共産党や国民新党が全会一致によらない証人喚問に難色を示したことなどを背景に見送り。

#### 12月
- 4日 - 参院外交防衛委員会で新テロ対策特措法について、福田出席のもと総括質疑が行われ、実質審議入りする。
- 10日 - 参院決算委員会で2006年度（平成18年度）決算について、福田出席による総括質疑
- 13日 - 参院外交防衛委員会で新テロ対策特措法に関し、福田出席による防衛省問題に対する集中審議
- 14日 - 衆議院本会議で会期を2008年1月15日まで31日間再延長することを自民・公明等の賛成多数で決定。14年ぶりの越年国会となる。
- 21日
  - 政治資金規正法改正案が成立。
  - 民主党が参議院に新テロ対策特措法案の対案である「国際的なテロリズムの防止及び根絶のためのアフガニスタン復興支援等に関する特別措置法案」を提出。
- 22日 - 民主党参議院議員山本孝史が死去。
- 23日
  - 福田が、薬害C型肝炎の被害者に対し議員立法により全員一律救済をする方針を決める。
  - 社民党の幹事長に重野安正、国対委員長に日森文尋が就任することが党大会で承認された。
- 28日 - 山本の死去（12月22日）に伴って、大石尚子が繰り上げ当選。

### 2008年

#### 1月
- 8日
  - 薬害C型肝炎の被害者に対し議員立法により全員一律救済を図るための「特定フィブリノゲン製剤及び特定血液凝固第9因子製剤によるC型肝炎感染被害者を救済するための給付金の支給に関する特別措置法案」（C型肝炎感染被害者一括救済法案）が各会派一致して、衆議院厚生労働委員会による成案として、提出される。
- 9日
  - 福田と小沢が初めての党首討論。
  - 民主党は、新テロ特措法案の第169回国会（2008年の通常国会）への継続審議を断念。1日早い否決の方針。
- 10日 - 参院外交防衛委員会で新テロ特措法案について、福田出席の締め括り総括質疑が行われた後、野党の反対多数により否決。また、民主党の対案も、民主の賛成10、自民、公明、共産、社民の反対11により否決。
- 11日
  - 「C型肝炎感染被害者一括救済法案」（衆議院厚生労働委員長提出）が参院本会議で可決し、成立した。
  - 新テロ特措法案の参議院みなし否決待ち最終日（60日ルールの期限）だが、民主党の方針転換で、参議院本会議では賛成106反対133の野党の反対多数で否決。民主党提出の対案は民主、国民新などの賛成120、自民、公明、共産、社民などの反対118の僅差で可決した。同日午後、衆議院本会議で賛成340反対113の自民・公明与党の3分の2以上の賛成多数による新テロ特措法案の再可決。当初成立予定より1日早い成立になった。参院否決法案の衆院再可決は1951年のモーターボート競走法案から57年ぶり。
- 15日 - 会期末

## 常任委員長
| 委員長名           | 氏名       | 政党名     |
| ------------------ | ---------- | ---------- |
| 内閣委員長         | 中野清     | 自由民主党 |
| 総務委員長         | 渡辺博道   | 自由民主党 |
| 法務委員長         | 下村博文   | 自由民主党 |
| 外務委員長         | 平沢勝栄   | 自由民主党 |
| 財務金融委員長     | 原田義昭   | 自由民主党 |
| 文部科学委員長     | 佐藤茂樹   | 公明党     |
| 厚生労働委員長     | 茂木敏充   | 自由民主党 |
| 農林水産委員長     | 宮腰光寛   | 自由民主党 |
| 経済産業委員長     | 東順治     | 公明党     |
| 国土交通委員長     | 竹本直一   | 自由民主党 |
| 環境委員長         | 小島敏男   | 自由民主党 |
| 安全保障委員長     | 嘉数知賢   | 自由民主党 |
| 国家基本政策委員長 | 衛藤征士郎 | 自由民主党 |
| 予算委員長         | 逢沢一郎   | 自由民主党 |
| 決算行政監視委員長 | 枝野幸男   | 民主党     |
| 議院運営委員長     | 笹川堯     | 自由民主党 |
| 懲罰委員長         | 池田元久   | 民主党     |

| 委員長名       | 氏名       | 政党名     |
| -------------- | ---------- | ---------- |
| 内閣委員長     | 岡田広     | 自由民主党 |
| 総務委員長     | 高嶋良充   | 民主党     |
| 法務委員長     | 遠山清彦   | 公明党     |
| 外交防衛委員長 | 北澤俊美   | 民主党     |
| 財政金融委員長 | 峰崎直樹   | 民主党     |
| 文教科学委員長 | 関口昌一   | 自由民主党 |
| 厚生労働委員長 | 岩本司     | 民主党     |
| 農林水産委員長 | 郡司彰     | 民主党     |
| 経済産業委員長 | 渡辺秀央   | 民主党     |
| 国土交通委員長 | 吉田博美   | 自由民主党 |
| 環境委員長     | 松山政司   | 自由民主党 |
| 予算委員長     | 鴻池祥肇   | 自由民主党 |
| 決算委員長     | 小川敏夫   | 民主党     |
| 行政監視委員長 | 加藤修一   | 公明党     |
| 議院運営委員長 | 西岡武夫   | 民主党     |
| 懲罰委員長     | 中曽根弘文 | 自由民主党 |